# Oślak
Oślak (705 m) – przełęcz w Paśmie Łososińskim w Beskidzie Wyspowym. Nie znajduje się w głównym grzbiecie tego pasma, lecz w bocznym, odbiegającym na północ grzbiecie Sałasza Wschodniego, pomiędzy Sałaszem (903 m), a Cuprówką (753 m). Grzbiet ten oddziela dolinę Jaworzańskiego Potoku (po zachodniej stronie) od doliny Żmiączki po wschodniej stronie. Jest porośnięty lasem, ale rejon przełęczy Oślak jest bezleśny, zajęty przez zabudowania. Po wschodniej stronie jest to osiedle Oślak należące do wsi Żmiąca w województwie małopolskim, w powiecie limanowskim, w gminie Laskowa, po stronie zachodniej osiedle Korab należące do wsi Jaworzna, też w gminie Laskowa. Przez przełęcz i grzbiet Cuprówki biegnie granica między tymi wsiami. Z obydwu wsi na przełęcz Oślak prowadzi droga

## Przypisy

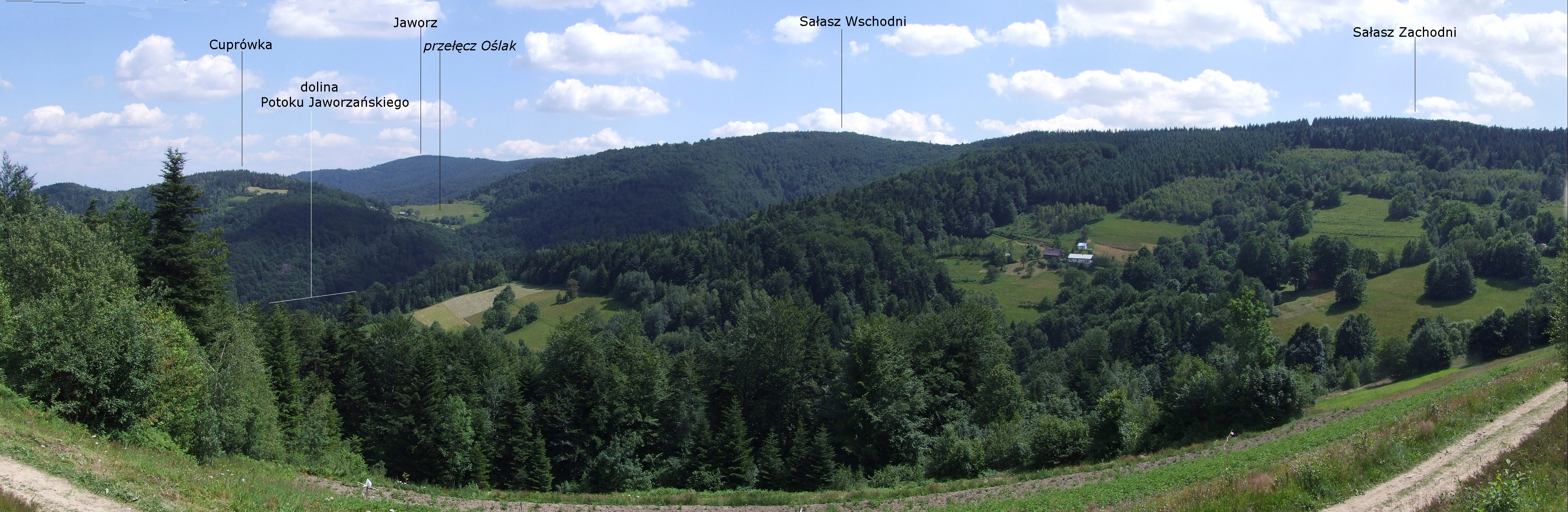
Widok m.in. na przełęcz Oślak ze stoków Korabia